# Elemental (Tears for Fears album)
Elemental er fjerde studioalbum fra det britiske orkester Tears For Fears - det første efter at medstifter, Curt Smith, forlod bandet. Det udkom på selskabet Mercury Records d. 7. juni 1993.

## Baggrund
Albummet fik generelt gode anmeldelser. Den tilbageværende part i succesduoen, Roland Orzabal, fik i Rolling Stone stor ros for sin præstation, som journalist Kara Manning beskrev således:
"Since Smith quit after the 1991 Seeds of Love world tour, Orzabal is left to fend off existential angst on his own – which he does with amazing grace and integrity on Elemental".
Også musikmagasinet UDiscoverMusic delte roser ud til Orzabal og også til tourguitaristen Alan Griffiths. Her roste skribenten, Tim Peacock, de to musikeres stærke samarbejde om sangskrivningen, og han kaldte ligefrem sangene på Elemental for nogle af Orzabals vigtigste nogensinde. Lignende rosende ord blev brugt i New York Times' anmeldelse, hvor det dog bemærkes, at dén vokale variation, som tidligere medlem, Curt Smith førhen tilføjede, manglede.
Forud for albummets udgivelse (17. maj 1993) frigav Roland Orzabal singlen "Break It Down Again", der klarede sig til top-20 i hjemlandet, England, og til en plads i top-25 i USA. Siden udkom også numrene "Cold" (19. juli 1993) og "Goodnight Song" (oktober 1993) som singler.

## Spor
1. "Elemental" - (05:30)
2. "Cold" - (05:03)
3. "Break It Down Again" - (04:31)
4. "Mr. Pessimist" - (06:16)
5. "Dog's A Best Friend's Dog" - (03:38)
6. "Fish Out Of Water" - (05:07)
7. "Gas Giants" - (02:40)
8. "Power" - (05:49)
9. "Brian Wilson Said" - (04:22)
10. "Goodnight Song" - (04:50)